# Kreml

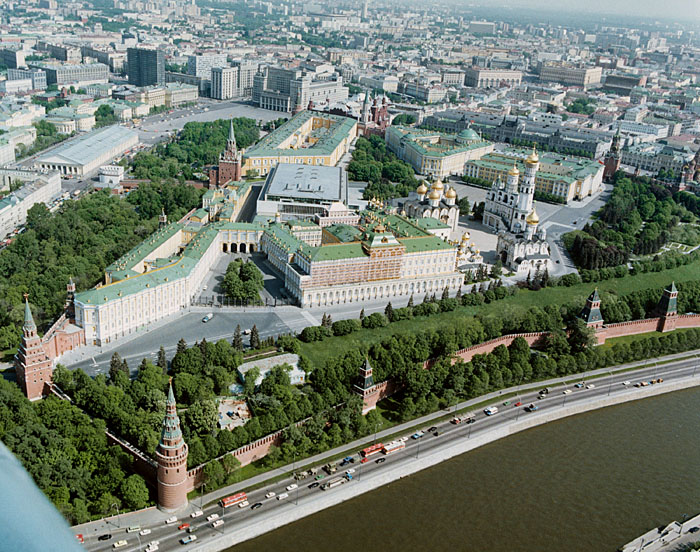
Kreml w Moskwie (2008)

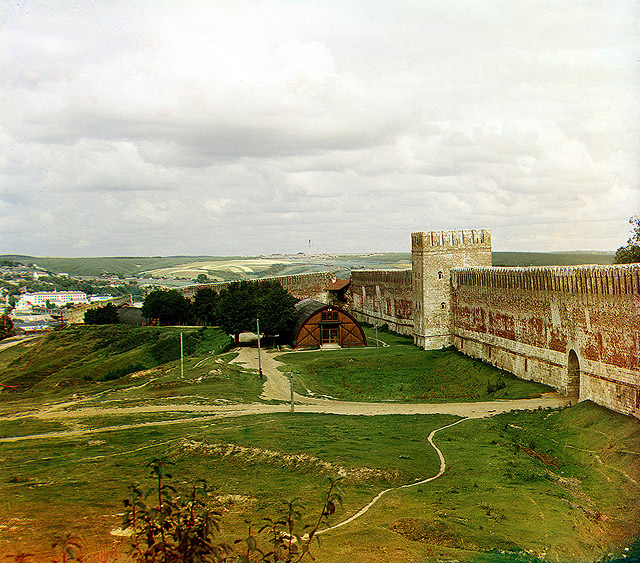
Mury Kremla w Smoleńsku.

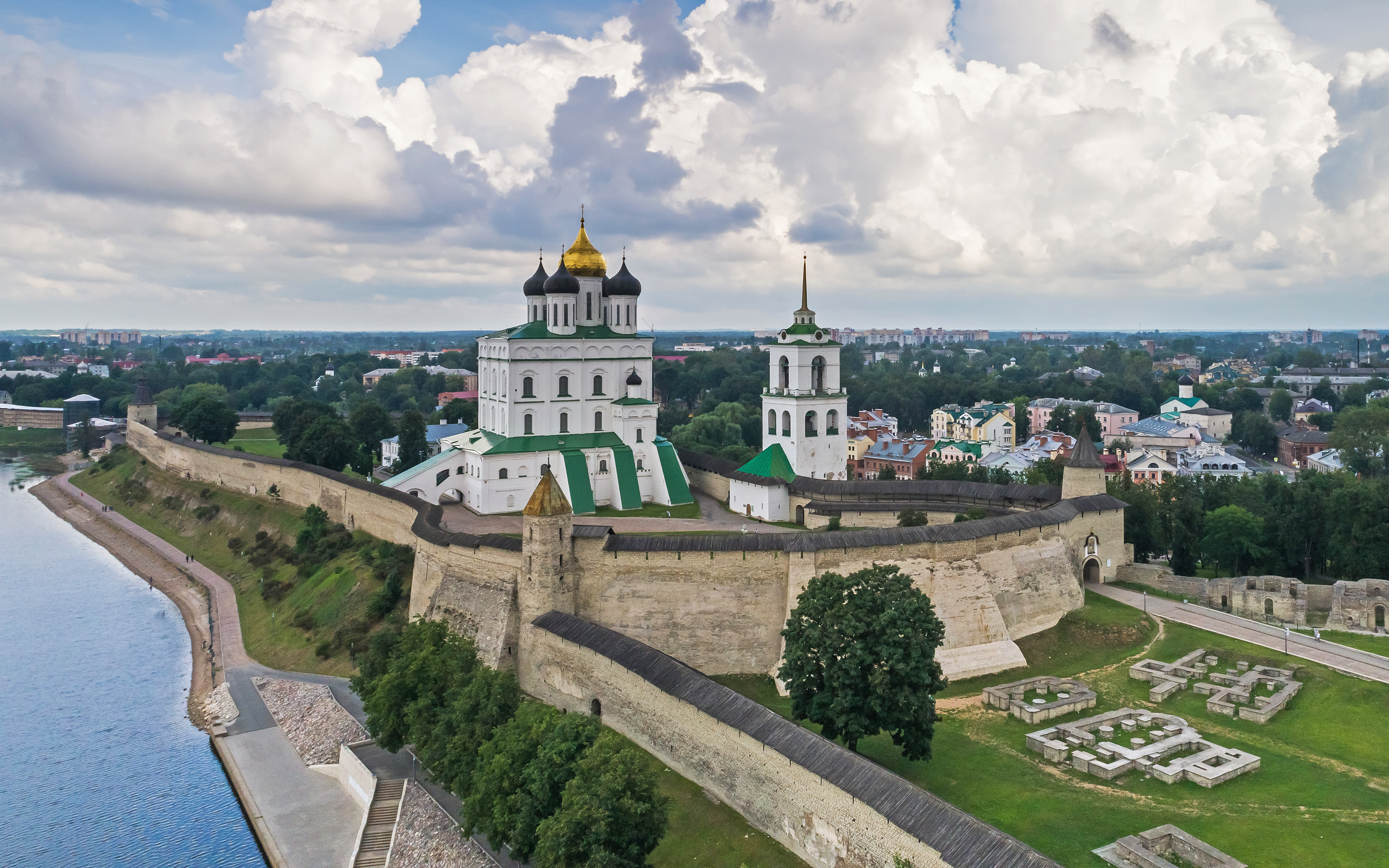
Kreml w Pskowie.

Kreml (ros. кремль) – warownia lub twierdza sytuowana w obrębie miast ruskich, zwana wcześniej dietińcem. 
Budowana zwykle na wzniesieniu, obejmowała: siedzibę władcy, cerkwie, arsenał, koszary oraz budynki o funkcjach urzędowych lub państwowych. W XVIII wieku, w związku z rozbudową miast, kremle straciły swoje obronne znaczenie, pełniąc jedynie funkcje reprezentacyjne.
Nazwa „Kreml” jest także używana jako synonim najwyższych władz rosyjskich, a w okresie istnienia ZSRR także radzieckich, których siedziba znajdowała się tradycyjnie na kremlu moskiewskim.
Do najbardziej znanych zabytkowych zespołów fortecznych w Rosji należą:
- Kremle znajdujące się na liście dziedzictwa światowego UNESCO:
  - Kreml moskiewski w Moskwie
  - Kreml nowogrodzki w Nowogrodzie Wielkim
  - Kreml kazański w Kazaniu
  - Kreml kiżyjski w Kiży

- Inne bardziej znane obiekty Rosji:
  - Kreml niżnonowogrodzki w Niżnym Nowogrodzie
  - Kreml smoleński w Smoleńsku
  - Kreml kołomieński w Kołomnie
  - Kreml astrachański w Astrachaniu
  - Kreml tulski w Tule
  - Kreml tobolski w Tobolsku
  - Kreml suzdalski w Suzdalu
  - Kreml rostowski w Rostowie
  - Kreml pskowski w Pskowie
  - Kreml riazański w Riazaniu
  - Kreml wołogdzki w Wołogodzie
  - Kreml jarosławski w Jarosławiu
  - Kreml uglicki w Ugliczu